# گنجشک زمینی گوش‌سفید
گنجشک زمینی گوش‌سفید (نام علمی: Melozone leucotis) نام یک گونه از تیره زردپره‌ایان است.